# Czajkowscy
Zasugerowano, aby ten artykuł podzielić na różne artykuły – Podzielić na kika haseł o różnych rodach.

herb Dębno.

Czajkowski (Czaykowski) – nazwisko kilku polskich rodów szlacheckich - na tyle rozrodzonych, że nawet najlepsi polscy genealodzy nie są w stanie przyporządkować wszystkich osób je noszących do poszczególnych domów.

## Czajkowscy (Czaykowscy) herbu Dębno

herb Jastrzębiec.

Czajkowscy(Czaykowscy) herbu Dębno – polski ród szlachecki pochodzący według Niesieckiego od Czajków herbu Dębno z Powiatu Sandomierskiego. W XIX w.wielu Czajkowskich herbu Sas wylegitymowało się ze szlachectwa przed austriackimi heroldiami z herbem Dębno, stąd wśród Czajkowskich herbu Dębno występują te same przydomki jak u Czajkowskich herbu Sas: Berynda, Daszkiewicz, Kawalec, Kunko, Romanowicz, Słoninka, Szałko, Szawko, Trojan, Trunko, Tymkowicz

## Czajkowscy herbu Jastrzębiec

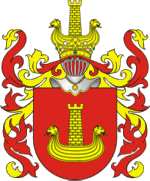
herb Korab.

Czajkowscy herbu Jastrzębiec – polski ród szlachecki, którego nazwisko pochodzi według Milewskiego od Czajek w Ziemi Bielskiej.

## Czajkowscy herbu Korab

herb Sas.

Czajkowscy herbu Korab – polski ród szlachecki, którego nazwisko pochodzi od Czajek (dziedziczyli na wsiach Czajki Duże i Małe oraz Czajki-Kobyłka) w Ziemi Warszawskiej.

## Czajkowscy herbu Sas
Czajkowscy herbu Sas – polski ród szlachecki, którego nazwisko pochodzi od Czajkowic w powiecie lwowskim (obecnie na terytorium Ukrainy), najprawdopodobniej pochodzenia rusińskiego lub wołoskiego, osiadły tamże już w poł. XIV w.
Chociaż ich pierwotnym herbem był Sas, typowy dla rodów rusińskiego i wołoskiego pochodzenia, wielu podczas legitymacji szlachectwa w zaborze austriackim pod koniec XVIII i w XIX w. podało jako swój herb Dębno – prawdopodobnie „zbałamuceni Niesieckim” jak to napisał Boniecki w swoim Herbarzu.
W związku z licznym rozrodzeniem Czajkowscy używali dla identyfikacji poszczególnych gałęzi rodu następujących przydomków: Berynda, Duma Kuncewicz, Daszkiewicz i Daszkiewicz Lechnowicz, Kawalec, Kunko, Romanowicz, Słoninka, Szałko, Szawko, Trojan, Trunko, Tymkowicz (Tymkiewicz).
Najbliższymi sąsiadami Czajkowskich herbu Sas z Czajkowic byli Bilińscy herbu Sas z Biliny, Kulczyccy herbu Sas z Kulczyc, Hordyńscy herbu Sas z Hordyni oraz Horodyscy herbu Korczak z Horodyszcza.

## Wybitni Czajkowscy w historii
- Michał Czajkowski „Sadyk Pasza” - pisarz romantyczny, powstaniec listopadowy i działacz Wielkiej Emigracji[1]
- Piotr Czajkowski – kompozytor, wywodzący się najprawdopodobniej z polskiej, choć zrusyfikowanej rodziny.